# Antykomunistyczne Centrum Ruchu Wyzwoleńczego Narodów Rosji
Antykomunistyczne Centrum Ruchu Wyzwoleńczego Narodów Rosji (ros. Антикоммунистический Центр Освободительного Движения Народов России) – emigracyjna rosyjska organizacja antykomunistyczna działająca od 1948.
Centrum powstało w zachodnich Niemczech w 1948 jako ponadpartyjna platforma współpracy „własowskich” organizacji Związek Walki o Wyzwolenie Narodów Rosji i Związek Bojowników Ruchu Wyzwoleńczego. W późniejszym okresie współdziałanie objęło inne organizacje. 22 sierpnia 1948 została przyjęta deklaracja, odwołująca się do Manifestu Praskiego Komitetu Wyzwolenia Narodów Rosji. Centrum prowadziło działalność ideologiczno-polityczną i propagandową skierowaną przeciwko ZSRR. Głównymi przywódcami byli J. Pismienny, N. Mielnikow, A. Michałowski, W. Janowski, J. Mejer. Jednakże współpraca różnych organizacji zaczęła się wkrótce psuć, co doprowadziło do zaprzestania działalności Centrum.